# Alt for Norge (film)
Alt for Norge är en norsk svartvit dokumentärfilm från 1912. Filmen är en av de allra tidigaste norska filmerna och regisserades av Halfdan Nobel Roede. Filmen visar en ballongfärd företagen med ballongen "Norge" den 17 september 1911. I filmen ses ballongföraren Robert Stephanson tillsammans med passagerarna Eugen Hovind och Chr. Nobel, som också skrev manus. Filmen hade premiär den 16 januari 1912 i Norge.